# Кохурса
Ко́хурса (чечен. Хьасин Коьхурса; род. 1670, Гендерген, область Ичкерия — 1769, там же) — военный, общественный и политический деятель Чечни XVIII века. По некоторым данным, занимал должность председателя Совета страны (Мехк-кхел).

## Биография
Родился в 1670 году в селении Гендерген. С ранних лет участвовал в военно-политической жизни Чечни.
Областной глава Ичкерии в начале XVIII века. Затем был избран Председателем Совета страны (Мехк-кхел). Согласно одной из надписей на его надмогильном памятнике, «правил между людьми по законам Аллаха».
Считается, что Кохурса боролся с калмыками и кабардинскими феодалами, вторгавшимися в Чечню.
Участвовал в разгроме одного из калмыцких отрядов на территории нынешнего Ножай-Юртовского района Чечни.
Кохурса скончался в 1769 году. Похоронен в родовом селе Гендергене.
- Кохурса (1670—1769)
  - Бабатай
    - Ина
    - Иса
    - Довта
    - Хаса
      - Еши
        - Коша
        - Бисолта
          - Тимирсолта
          - Има

        - Жамал
          - Гарси

      - Алхазур
        - Солтаха
          - Зайраха
          - Сайдарха

        - Арсха
          - Дуда
          - Элаха

    - Мамм
      - Илес
      - Мати
      - Чули
        - Вагап
        - Бетиш
          - Азим

      - Хату (1822—1893)
        - Умарпаша
        - Паша
          - Гезмахма
          - Махмагез

      - Гети
        - Мажиг
        - Мухмат
        - Муса
          - Бешир
          - Сайдали

        - Гака
          - Алтай

        - Мохмад
          - Мухмад
          - Арзу

        - Бетирай
        - Темиргерий
          - Зака
          -  Кёхурса (1869—1925)

        - Эда
          - Сайдулла
          - Сяа

      - Хоза (1820—1854)
        - Ибрехим
          - Эла
          - Иса

        - Иляс
          - Пасурка